# Razliv
Razliv (en russe : Разлив) est un raïon historique de la ville de Sestroretsk, district de Kourortny à Saint-Pétersbourg. Il est situé entre le golfe de Finlande, et le lac artificiel de Sestroretsk.
À la fin du XIXe siècle, sur les rives du lac artificiel de Sestrortesk, l'emplacement destiné à la construction de maisons pour les travailleurs de l'usine d'armement de Sestroretsk a été appelé Novye Mesta. Quand la station de chemin de fer qui dessert l'endroit a été ouverte, elle a été appelée Station Razliv et le nom de la station est passé au village. Le village de Razliv a ensuite été intégré à Sestrotesk depuis 1959.

## Héritage culturel
Dans ce raïon historique est situé le musée Chalach Lenina (La hutte de Lénine) consacré aux évènements de l'été 1917, quand Lénine et Grigori Zinoviev se sont cachés là pour échapper à l'arrestation par le Gouvernement provisoire de Russie.
En 1934, le peintre russe soviétique Arkadi Rylov a réalisé son tableau V. I. Lénine à Razliv en 1917.  
En août 1936, la poétesse Anna Akhmatova a écrit son poème intitulé Dante à Razliv.